# Centro histórico de Tlaxcala
El centro histórico de Tlaxcala es la zona de monumentos históricos de la ciudad de Tlaxcala declarado por el Instituto Nacional de Antropología e Historia (INAH) como patrimonio edificado de la nación.
En esta área se encuentran edificaciones de estilo colonial y eclesiástico abarcando una área de 0.503 kilómetros cuadrados formada por treinta y tres manzanas que comprenden alrededor de 124 edificios construidos entre los siglos XVI al XIX entre los que destacan el Ex-Convento de San Francisco, los Templos de San José, La Santísima, San Jesús del Río, San Diego, San Nicolás, la capilla del Buen Vecino y la basílica de Ocotlán, en el ámbito religioso.
También se incluyeron edificaciones educativas y asistenciales como el Palacio de Gobierno, la Presidencia Municipal, el Palacio Legislativo y la Capilla Real, así como edificios civiles como la Pinacoteca, el Teatro Xicoténcatl y la Casa de Piedra, y plazas y parques tales como la Plaza Xicoténcatl, la de San Nicolás, la Constitución y Juárez entre otros.
La zona de monumentos históricos de Tlaxcala fue decretada y aprobada por el expresidente Miguel de la Madrid el 11 de marzo de 1986 y puesta en vigor de acuerdo a su publicación en el Diario Oficial de la Federación el 11 de abril de 1986.

## Declaratoria

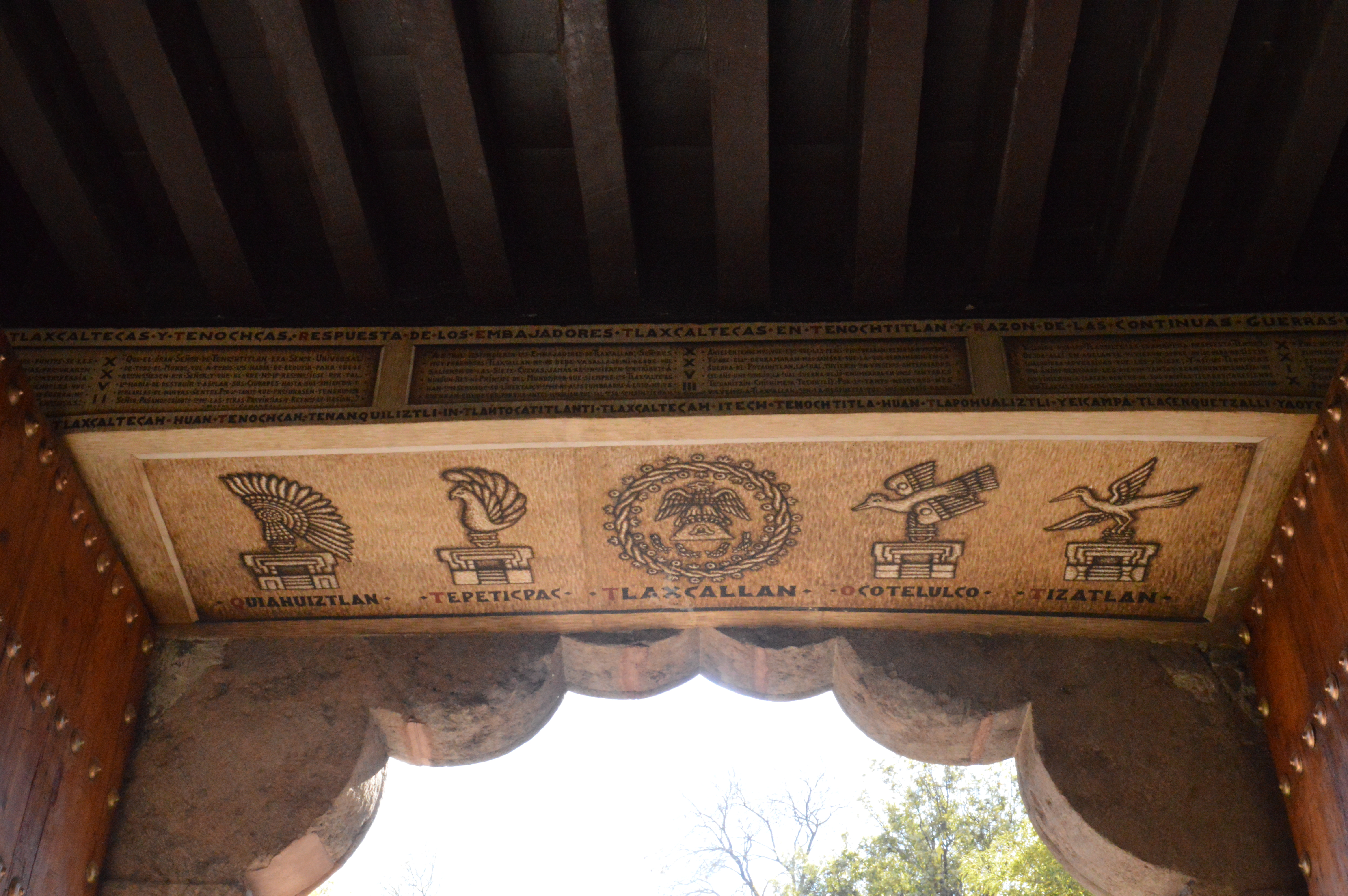
El señorío de Tlaxcallan estaba integrado por cuatro barrios: Tepetipac, Tizatlán, Quiahuiztlán y Ocotelulco

- Que la ciudad de Tlaxcala tiene importantes antecedentes desde la época prehispánica con los asentamientos de grupos olmecas-xicalancas en los Cerros de Ocotelulco y Cuautla, así como de otros grupos étnicos.
- Que en las dos primeras décadas del siglo XVI, sobre los asentamientos indígenas los españoles la convirtieron en el primer centro de actividad política y social de la región, con base en la conformación de una unidad de los cuatro señoríos de Tepetipac, Tizatlán, Quiahuiztlán y Ocotelulco.
- Que fue parte importante en el proceso de la conquista y colonización de las primeras fundaciones de la Nueva España y Filipinas.
- Que fue factor sobresaliente en el curso de la evangelización, al instalarse en ella los primeros frailes que llegaron a la Nueva España y por erigido el primer convento en toda América Continental, por ello en 1525 se le nombró Primer Obispado de la Nueva España.
- Que el 22 de abril de 1535, por una real cédula expedida en Madrid, España, se le otorgó el título de "Leal Ciudad" y su escudo de armas, usado hasta la fecha.
- Que se le confirió el 25 de abril de 1563, por cédula del Rey Felipe II, el título de "Muy Noble y Leal Ciudad."
- Que durante el siglo XVII adquiere su mayor auge económico, político y social por ser paso importante en la ruta México-Veracruz.
- Que durante el el siglo XVIII es considerada como punto esencial en el proceso de gestación de los movimientos políticos que antecedieron a la Independencia de nuestro país, destacando como centro de operación de estos mivimientos.
- Que la ciudad de Tlaxcala, así como el resto del territorio tlaxcalteca quedó adscrito a la intendencia de Puebla en 1786, por lo que los tlaxcaltecas hicieron gestiones para separarse y mantener la unidad cultural y territorial autónoma, consiguiéndolo mediante la cédula del 2 de mayo de 1793.
- Que durante la Guerra de Reforma, en el año de 1857, Miguel Negrete toma la ciudad y desconoce el Plan de Tacubaya, en favor de las fuerzas liberales.
- Que las características de las edificación de la ciudad, la relación que guardan sus elementos que conforman su estructura urbana y entorno físico natural, tal y como hoy en día se conservan, son elocuente testimonio de valor e interés social para la cultura e identidad nacional que representa uno de los más notables ejemplos de los espacios urbanos en México, donde durante el desarrollo del país se lograron importantes expresiones originales en sus monumentos y elementos urbanos.

## Hechos históricos

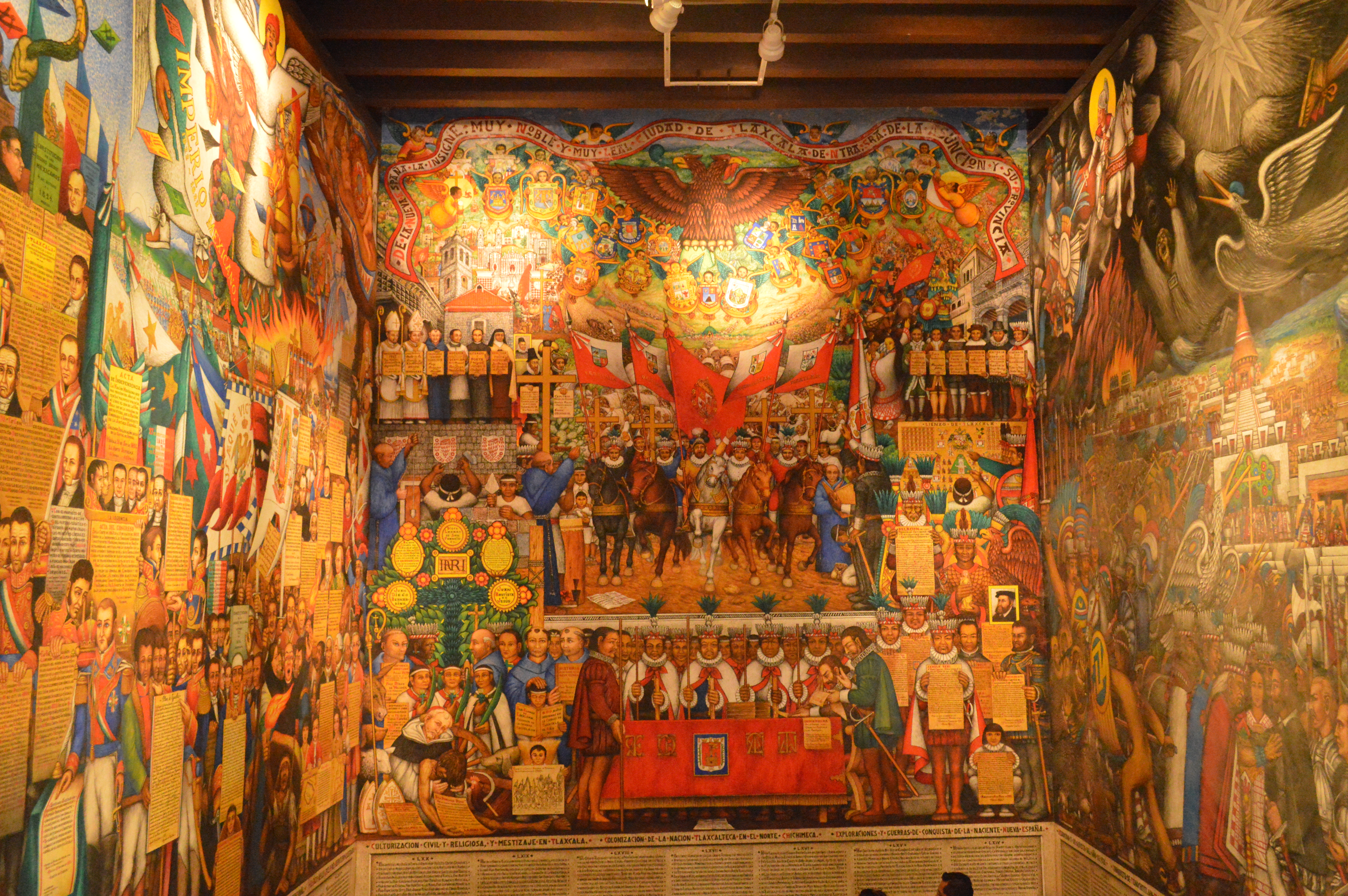
La historia de la —ciudad de Tlaxcala— se encuentra plasmada en forma de pintura mural en el Palacio de Gobierno en donde se puede leer:
•DE LA NUEVA ESPAÑA LA INSIGNE MUY NOBLE Y MUY LEAL CIUDAD DE TLAXCALA DE NTRA SEÑORA DE LA ASUNCION Y SU PROVINCIA•

### Ciudad prehispánica
Los tlaxcaltecas llegaron durante siglo XIV a la sierra de Tepeticpac donde desterraron a sus moradores dedicándose a cultivar el terreno fértil y rico en cosechas de maíz, su prosperidad dio origen al nombre de Tlaxcallan (tierra de pan) y sus pobladores se conocerían como tlaxcalteca. En los siglos siglo XIV y siglo XV Tlaxcallan fue unos de los pueblos más importantes de Mesoamérica ya que su influencia comercial abarcaba desde la costa del golfo hasta la península de Yucatán e incluso Honduras. Gracias al trueque, y tributos por parte de los pueblos sometidos, el señorío de Tlaxcala tenía acceso al cacao, cera, textiles, pigmentos, oro, piedras preciosas, pieles finas y plumas de aves exóticas. La prosperidad de Tlaxcallan estaba amenazada por los constantes ataques del poderoso señorío de Huexotzinco en alianza con los señoríos del valle de México.

### Ciudad colonial

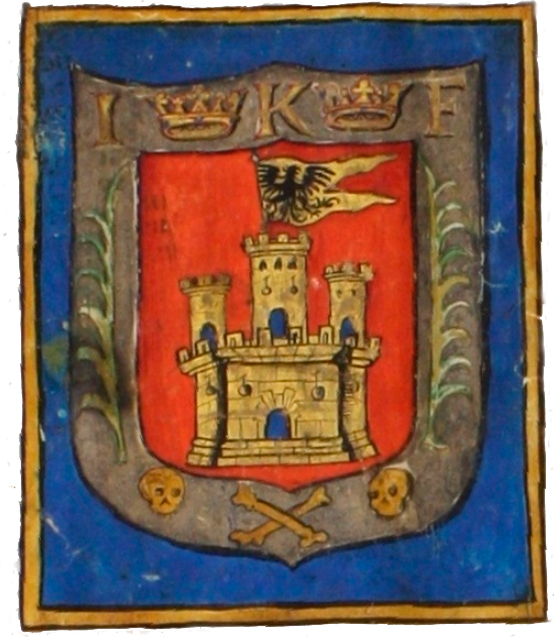
En 1557 el cabildo indígena de la —ciudad de Tlaxcala—, esgrimiendo sus privilegios ante el rey de España, consiguió que en vez de un simple corregidor, la jurisdicción territorial fuera atendida por un alcalde mayor para que más tarde fuese ascendido al rango de gobernador provincial

Tlaxcala fue la primera urbe indígena en recibir el título de ciudad y blasón por parte de la Corona Imperial de Carlos V, en el año de 1535 se inició la construcción de una ciudad neutral en el centro de los cuatro señoríos; en ella se constituyó un cabildo con representación rotativa de los señores de las cuatro cabeceras y un gobernador, cuyo cargo fue controlado por la cabecera de Ocotelulco y Tizatlán, el primer gobernador de la ciudad de Tlaxcala (y su provincia) fue don Diego Maxixcatzin. El prestigio de la ciudad era consecuencia de los servicios que habían prestado a la Corona Española por lo que también se le eligió como sede del primer obispado del territorio desde 1526.
Los espacios urbanísticos y arquitectónicos de la ciudad colonial de Tlaxcala se originaron gracias a la evangelización y la consecuente necesidad de contar con espacios para las celebraciones religiosas, la conversión religiosa en la Nueva España inició a la llegada del clero secular en el año de 1523. La ciudad de Tlaxcala fue construida bajo los procesos constructivos de los conjuntos conventuales que se caracterizaban por tener: localización de un asentamiento principal, construcción de un convento, construcción de capillas, construcción de capillas abiertas y delimitación de patio atrial. La urbanización continuaba con el diseño y construcción de la traza de la ciudad tomando como punto axial una plaza civil o el conjunto conventual.
El primer convento franciscano fue construido en las inmediaciones del pueblo de Maxixcatzin pero posteriormente fue trasladado a Cuitlixco (ca. 1526), en 1540 comenzó la construcción del aposento dedicado a la Asunción de Nuestra Señora. Los franciscanos aprovecharon el valle y las inmediaciones del río para tener control total del extinto Señorío de Tlaxcala (Huey Altépetl Tlaxcallān), la disposición del conjunto conventual con la plaza principal de los poderes civiles reflejaba diferentes criterios mientras se consolidaba la ciudad.
En 1539 —las ciudades de Tlaxcala y México— fueron las primeras en edificarse bajo los criterios teórico-arquitectónicos de Sebastiano Serlio y Vitrubio, los cuales, señalaban una traza cuadricular teniendo como eje urbanístico la plaza central.
El historiador Lorenzo Boturini Benaduci fue por un tiempo teniente alcalde mayor de la ciudad y provincia de Tlaxcala, en unos de sus manuscritos titulado:Ynforme de los méritos de la Ciudad de Tlaxcala, escribió:

Son tantos, y tan señalados los servicios que la muy insigne, noble, y leal Ciudad de Tlaxcala, y su Provincia á hecho á la Corona Rl. de Castilla, que no le se vá muy facil al mas perspicár descúrso discernir quál fuese el primero, y el mas digno de gratificacion de los muchos que há hecho: y ésto desde el tiempo de la conquista, y pacificacion de ésta tierra; los quales, quando no constaran por las Informaciones juridicas que tienen hechas con los primeros, y mejores conquistadores de aquel tiempo, por orden, y con dos Cedulas del Rey Nuestro Senor, por las quales mandó se hicieren para renumerarles los mucho que le havian servido la notoriedad aun permanente despues de siglo y medio en las memorias de todos, las verificas y las historias con universal aclamacion de su lealtad lo confirma.

Con base en la Real Ordenanza para el establecimiento é instrucción de intendentes de exército y provincia para la Nueva España, el gobierno de la provincia de Tlaxcala quedó como una subdelegación de la intendencia de Puebla. La ordenanza señalaba a Tlaxcala como "La [provincia] del Gobierno de la Ciudad de Tlaxcala". El cabildo de la ciudad de Tlaxcala desobedeció las órdenes provenientes del intendente de Puebla y realizó las gesiones necesarias ante el rey del imperio español para reclamar las distinciones que les había concedido a la —ciudad y su provincia—, finalmente el rey Carlos IV expidió una real cédula para confirmar el gobierno militar y político de la provincia quedando sepadarada de la intendencia de Puebla.

### México independiente
La Constitución Política de la República Mexicana de 1857 se promulgó y juró por el Congreso Constituyente de 1857; con la base jurídica que esta otorgaba, Tlaxcala fue declarado como estado libre y soberano e integró un congreso Constituyente para elegir a un gobernador, se promulgó la Constitución Política del Estado y el Lic. Guillermo Valle fue nombrado gobernador.
En diciembre de 1857 grupos conservadores fueron liderados por Félix Zuloaga para procramar el Plan de Tacubaya, Ignacio Comonfort permaneció como presidente de la República aunque Zuloaga lo distituyó y se autonombró presidente interino creando un gobierno conservador paralelo al gobierno de Benito Juárez quien era apoyado por los liberales.
En Tlaxcala el gobernador Guillermo Valle apoyó el Plan de Ayala pero el Congreso Local no lo hizo, el general liberal Miguel Negrete tomó la ciudad de Tlaxcala en 1858 para restituir la Constitución y el gobernador Guillermo Valle tuvo que renunciar. El Congreso local nombró a José Manuel Saldaña como nuevo gobernador pero los enfrentamientos entre las tropas conservadoras y liberales continuaron, al final de la Guerra de Reforma los liberales salieron victoriosos permitiendo al gobernador Manuel Saldaña restaurar el orden constitucional.

## Monumentos históricos

### Arquitectura civil
La siguiente es una lista de las construcciones que constituyen el centro histórico de Tlaxcala:
- Capilla Real de Indios
- Casa real (Palacio de Gobierno)
- Casa del Ayuntamiento
- Portal Hidalgo y Portal del Parián
- Plaza de Toros
- Ex Palacio Legislativo
- Teatro Xicohténcatl
- Antigua Casa de Piedra
- Fuente de los bergantines
- Ruinas del Hospital de la Encarnación
- Museo INAH
- Museo de arte
- Museo de la memoria de Tlaxcala
- Pinacoteca Desiderio Hernández Xochitiotzin
- Casa de Piedra

Arquitectura civil de Tlaxcala
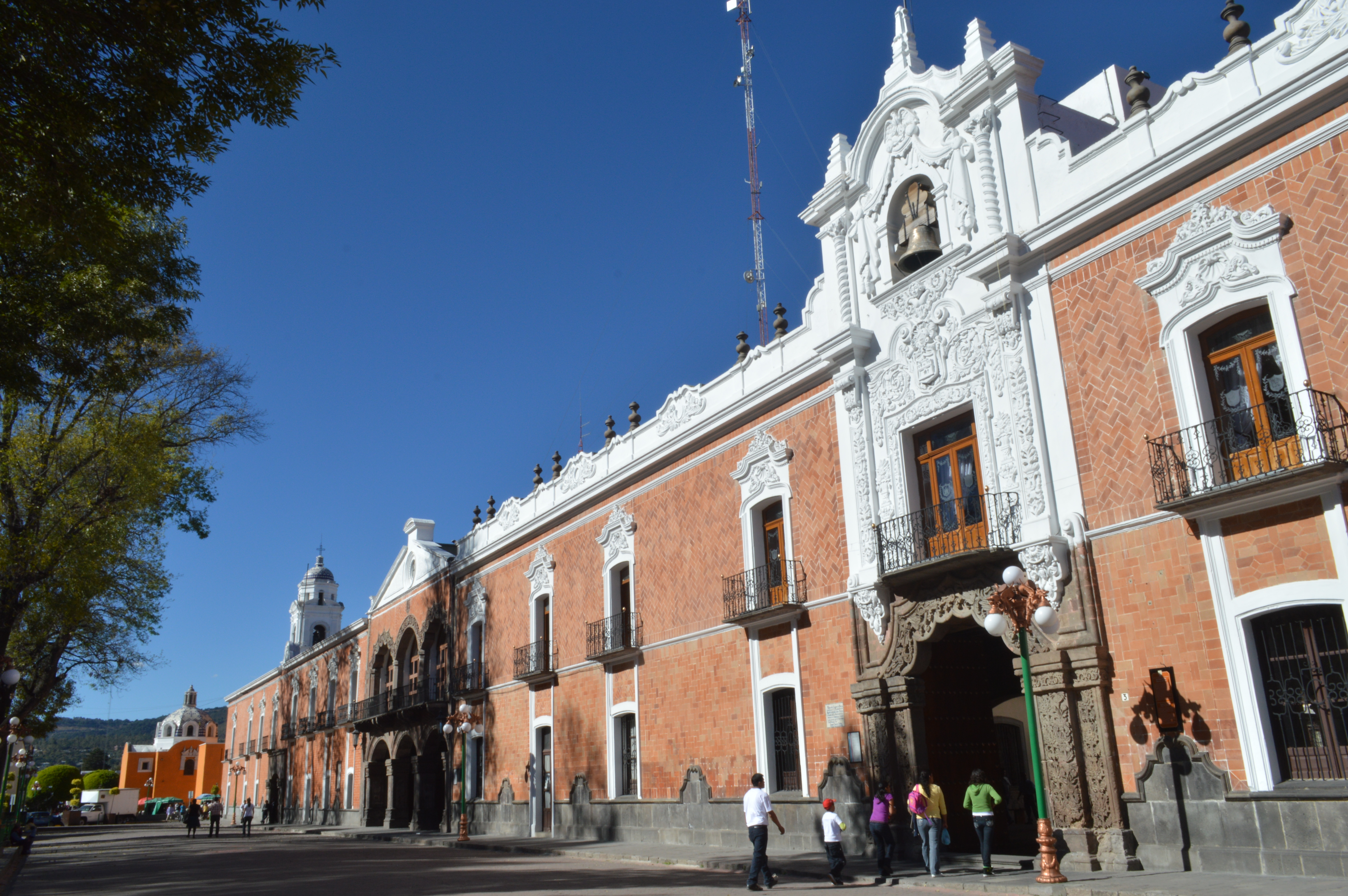
Palacio de Gobierno
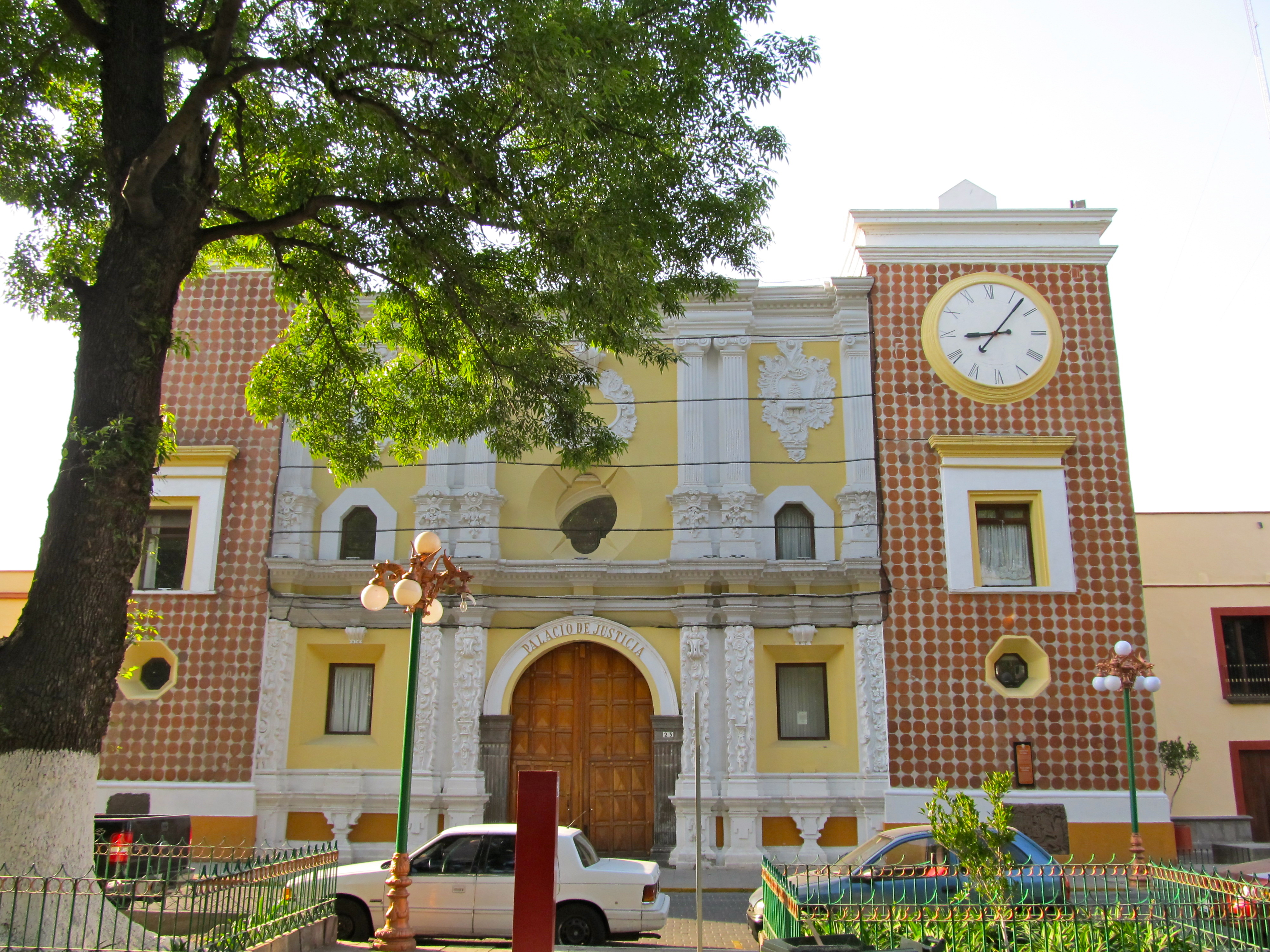
Capilla Real de Indios
Plaza de toros
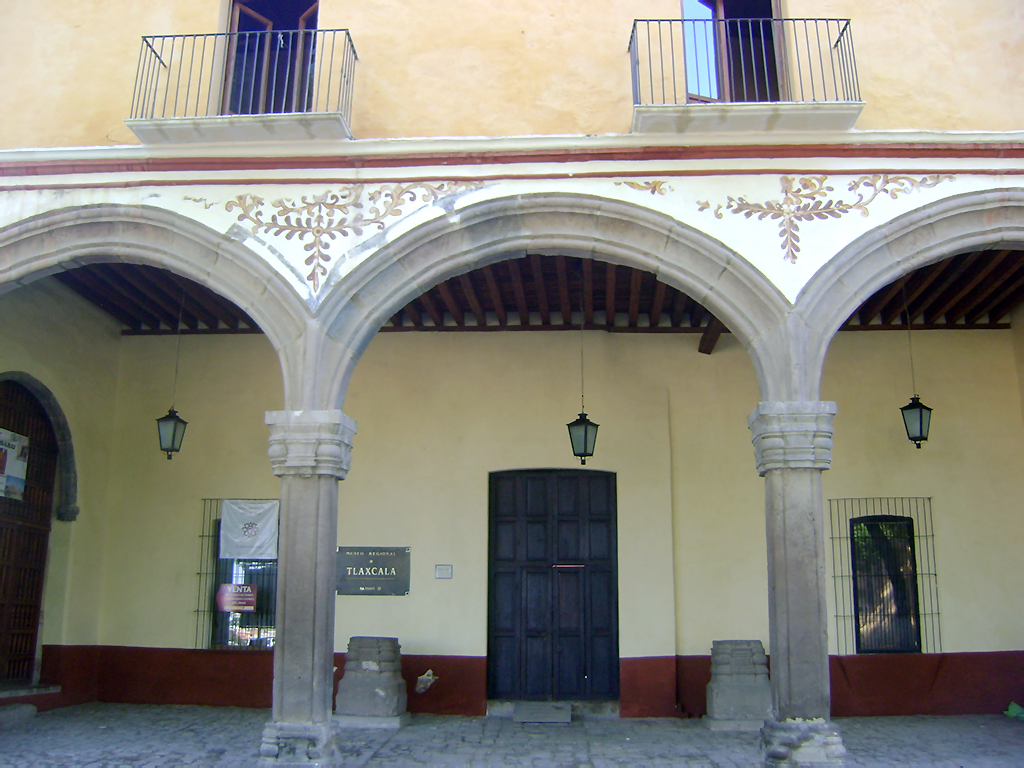
Museo INAH
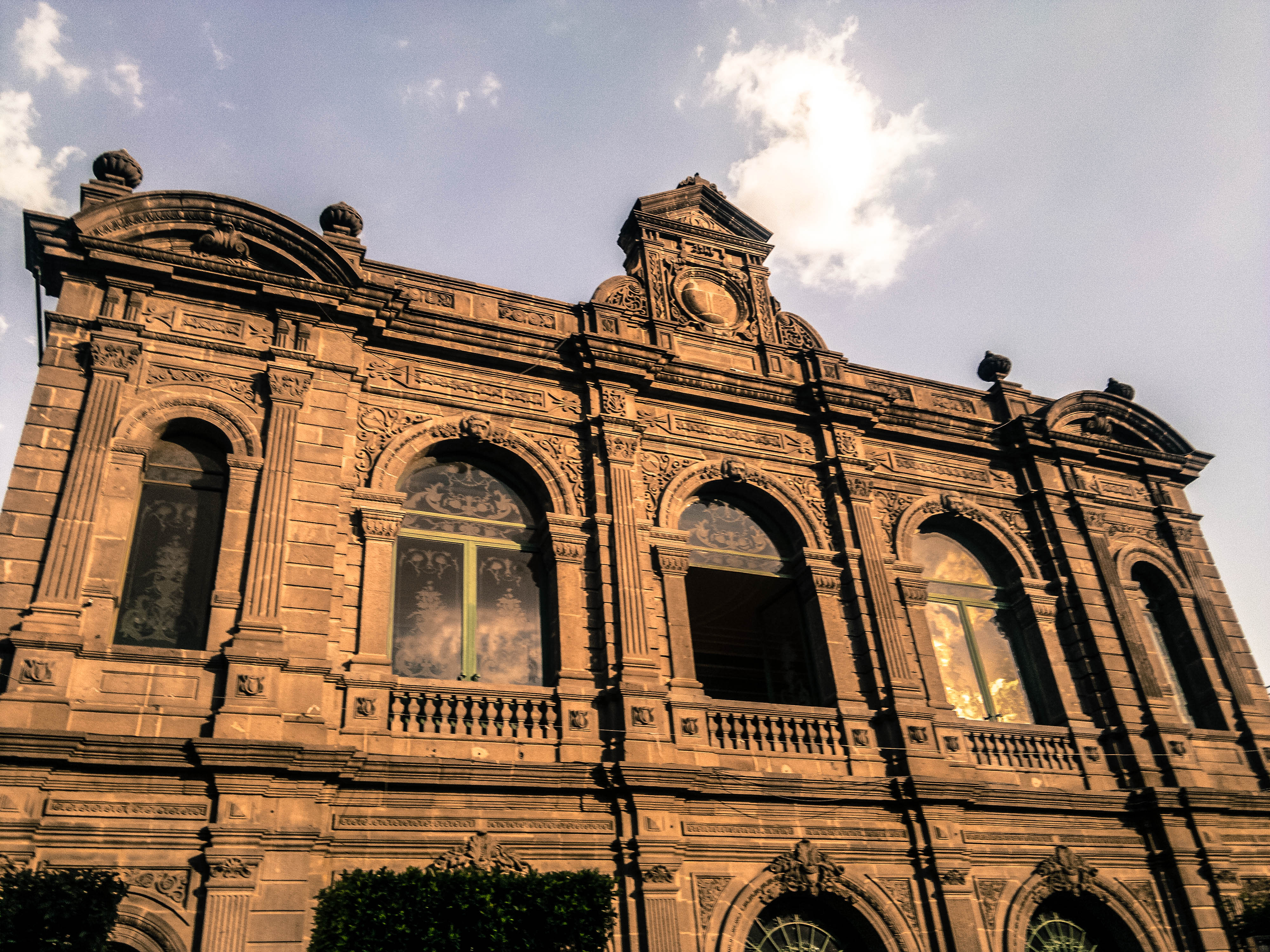
Teatro Xicohténcatl
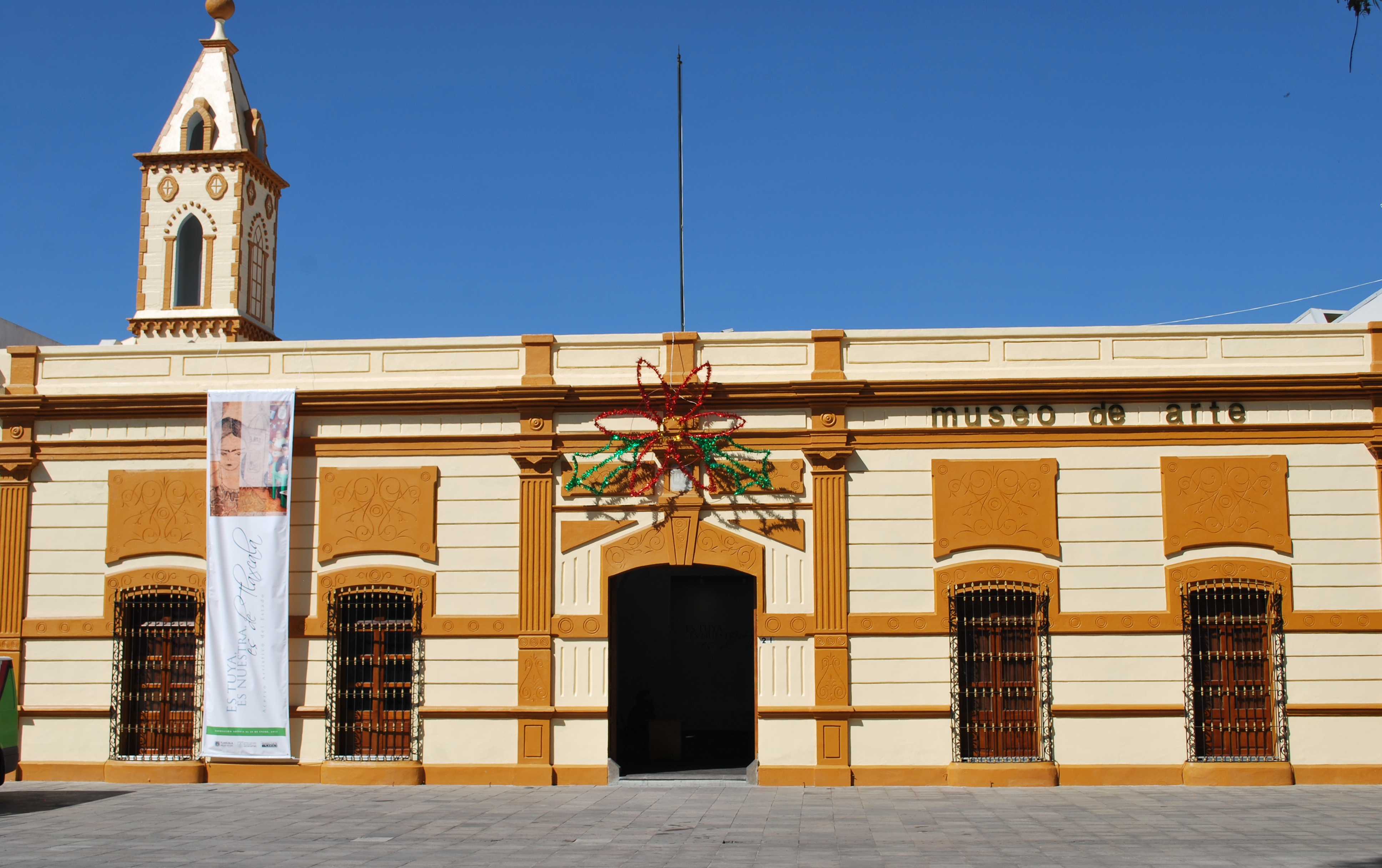
Museo de arte

### Arquitectura religiosa
- Basílica de Ocotlán
- Capilla del Buen Vecino
- Capilla del Pocito de Ocotlán
- Templo de San Francisco de Asís (Catedral)
- Parroquia de San José
- Capilla de San Nicolás
- Capilla de la Santísima Trinidad
- Ermita de San Buenaventura Atempan
- Capilla de San Diego
- Capilla de Jesús del Río
- Convento de San Francisco
- Capilla abierta

Arquitectura religiosa de Tlaxcala
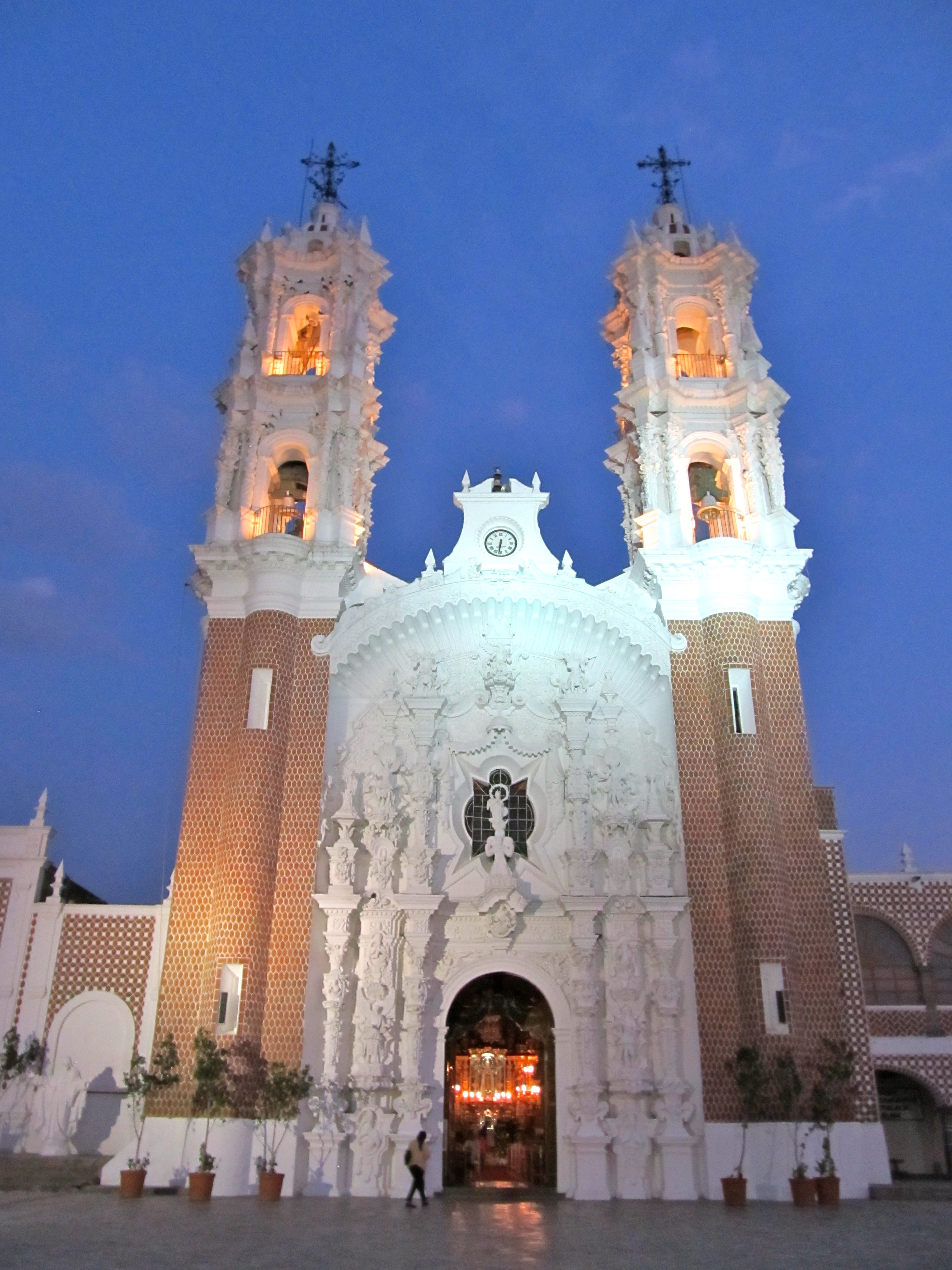
Basílica de Ocotlán
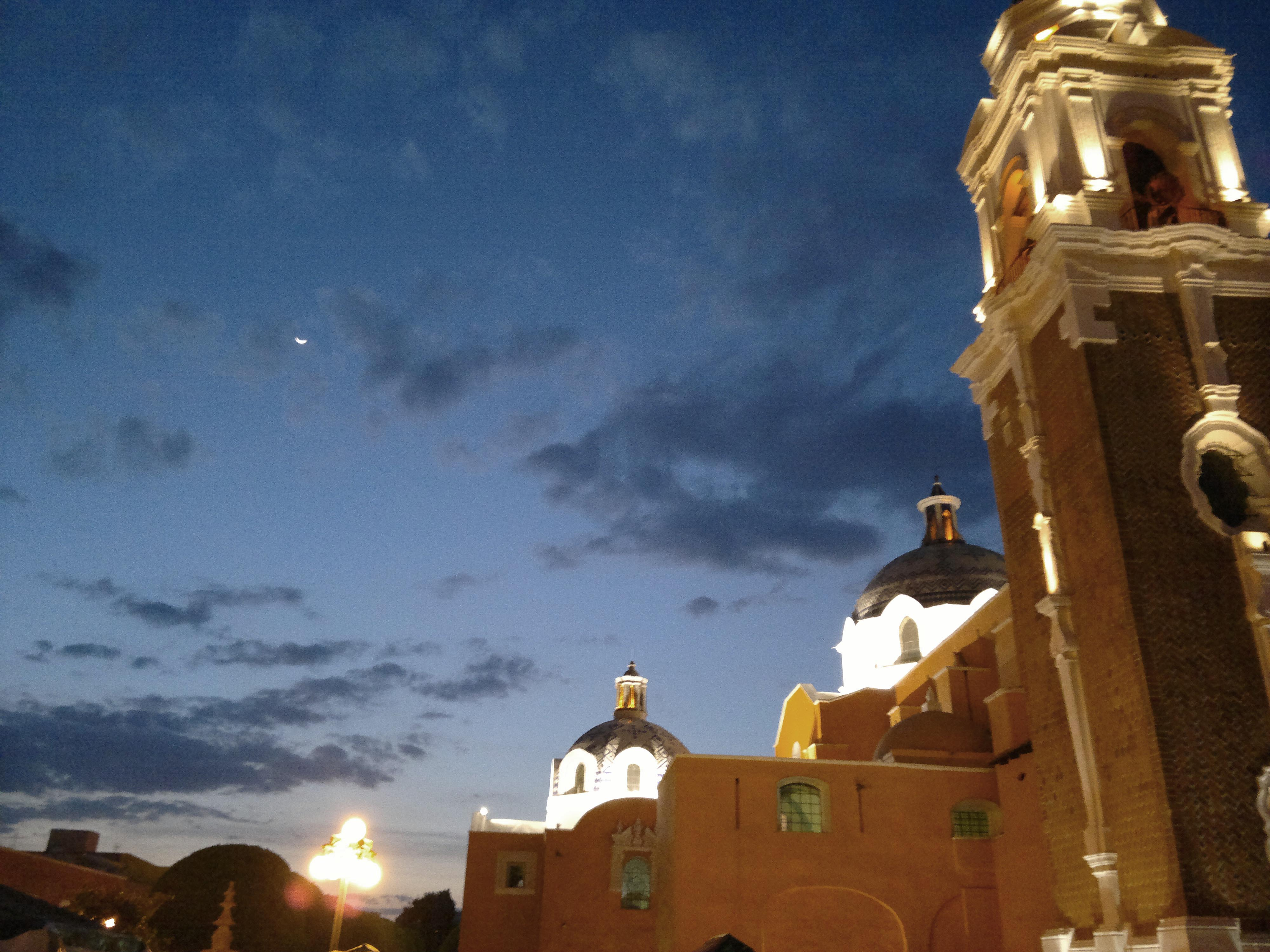
Parroquia de San José
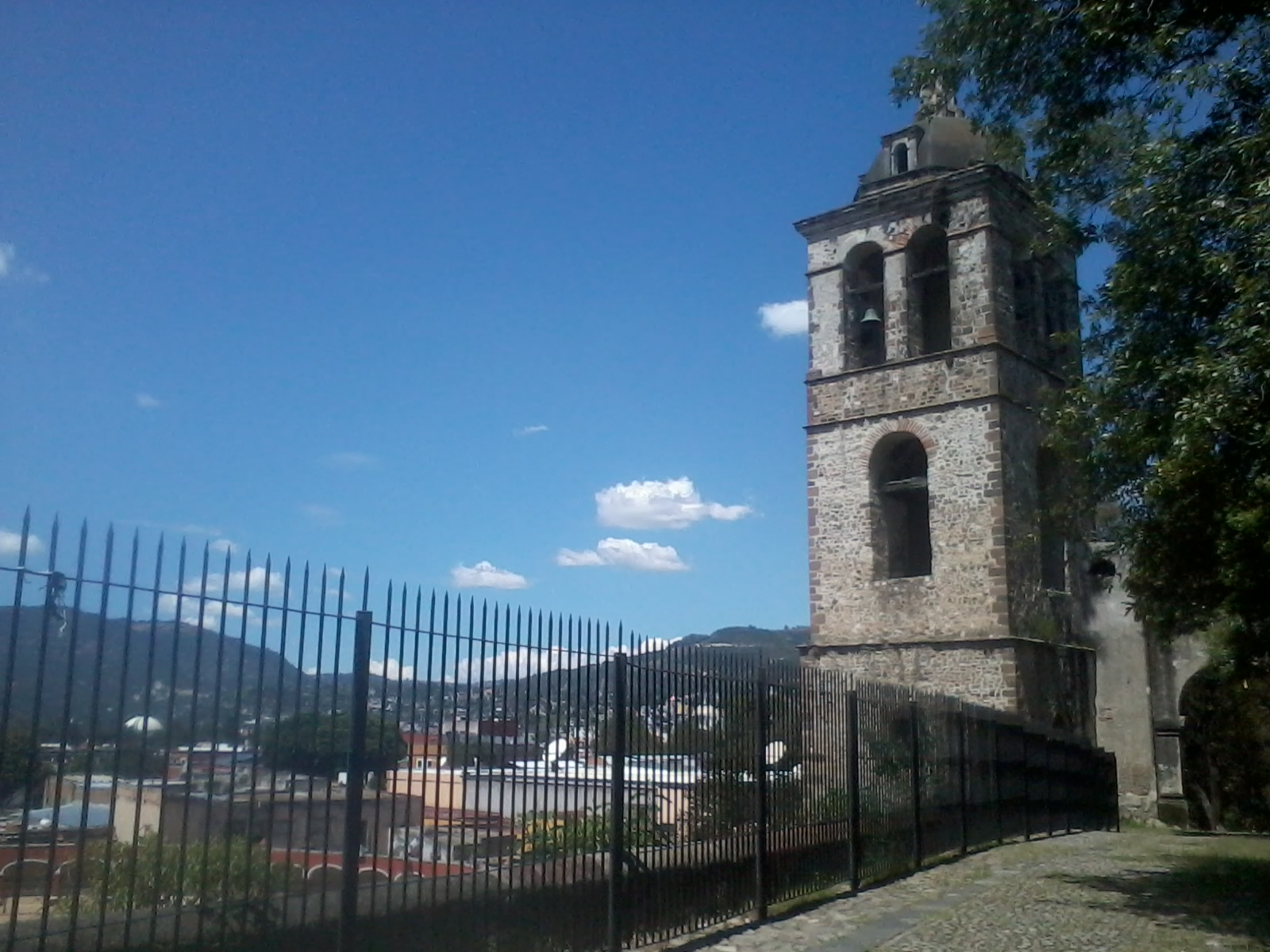
Convento de San Francisco
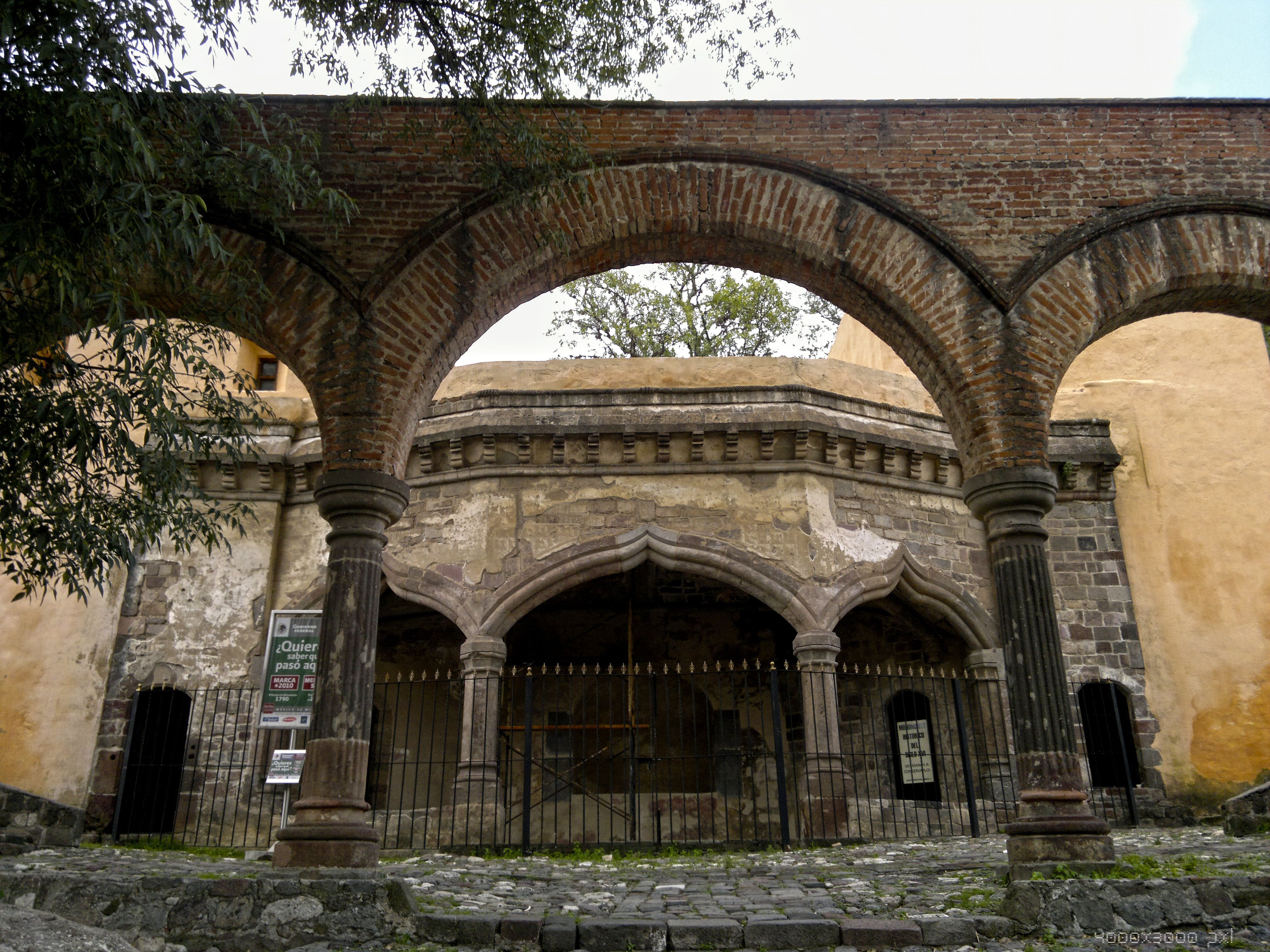
Capilla abierta
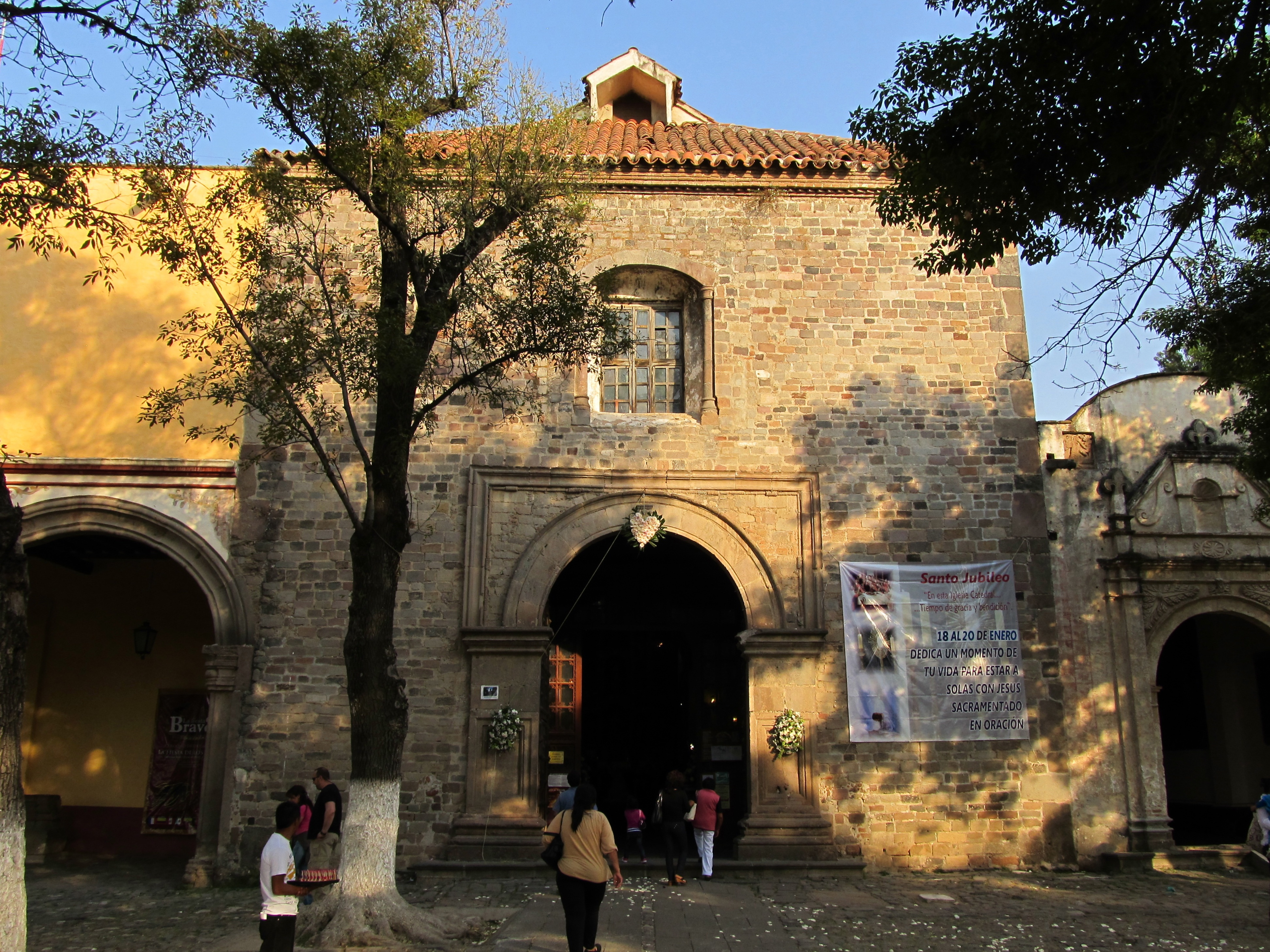
Catedral de Tlaxcala
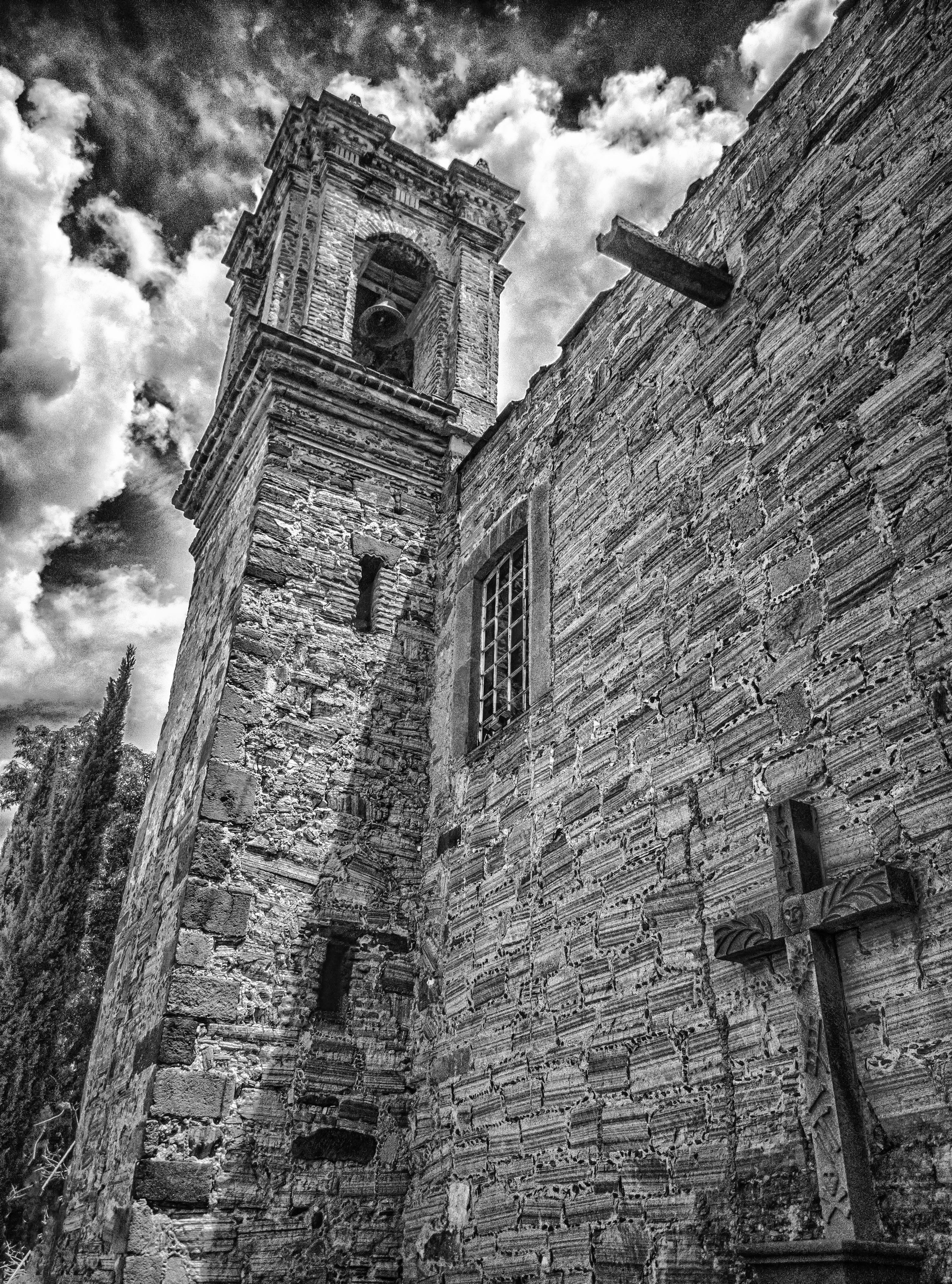
Capilla de San Nicolás

### Plazas y parques
- Plaza Iturbide
- Plaza Xicohténcatl
- Plaza de San Nicolás o de Morelos
- Plaza de San José
- Plaza de San Sebastián
- Plaza Juárez
- Plaza de la constitución
- Parque artesanías

Plazas y parques de Tlaxcala
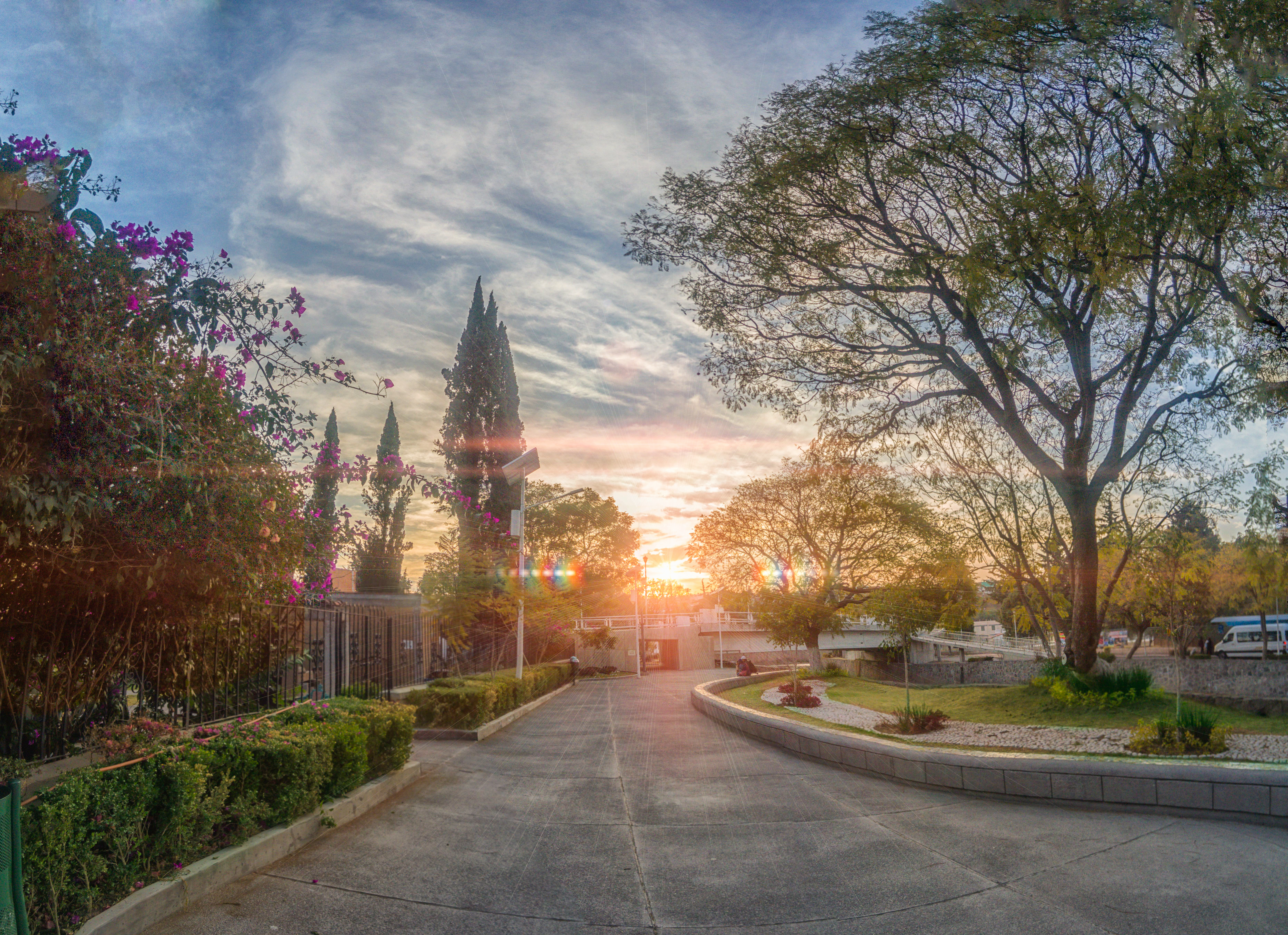
Parque artesanías
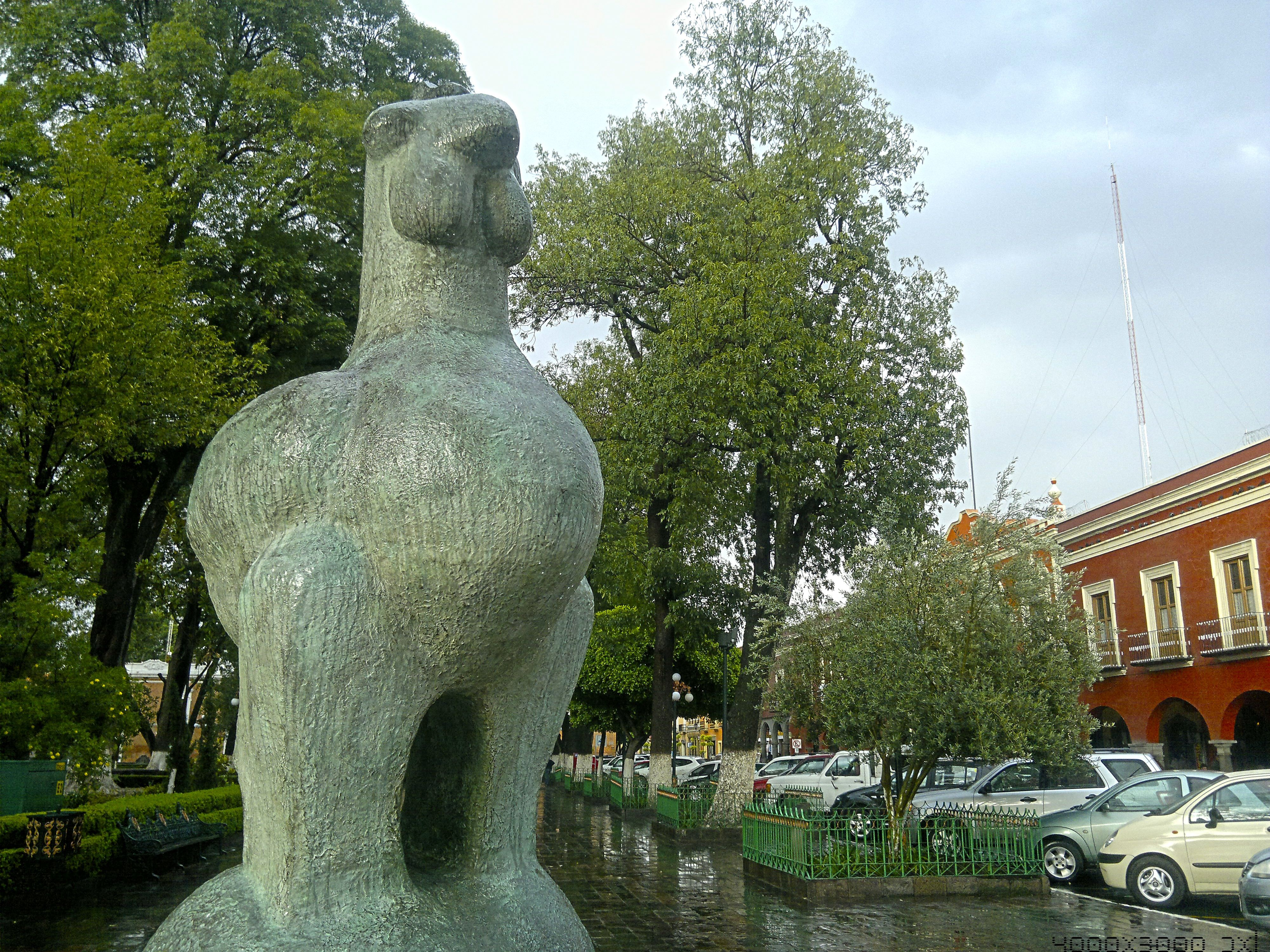
Esculturas del zócalo
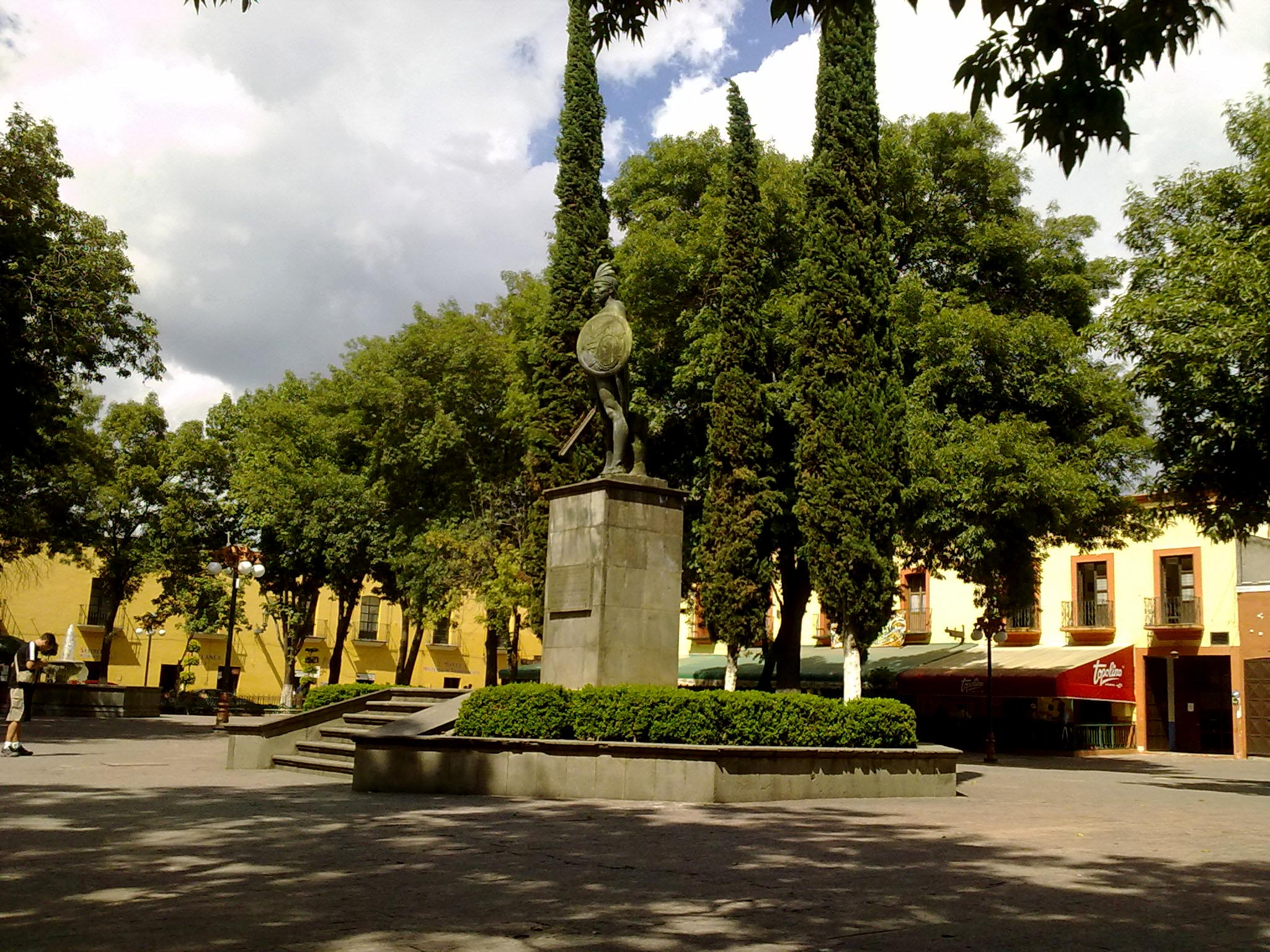
Plaza Xicohténcatl
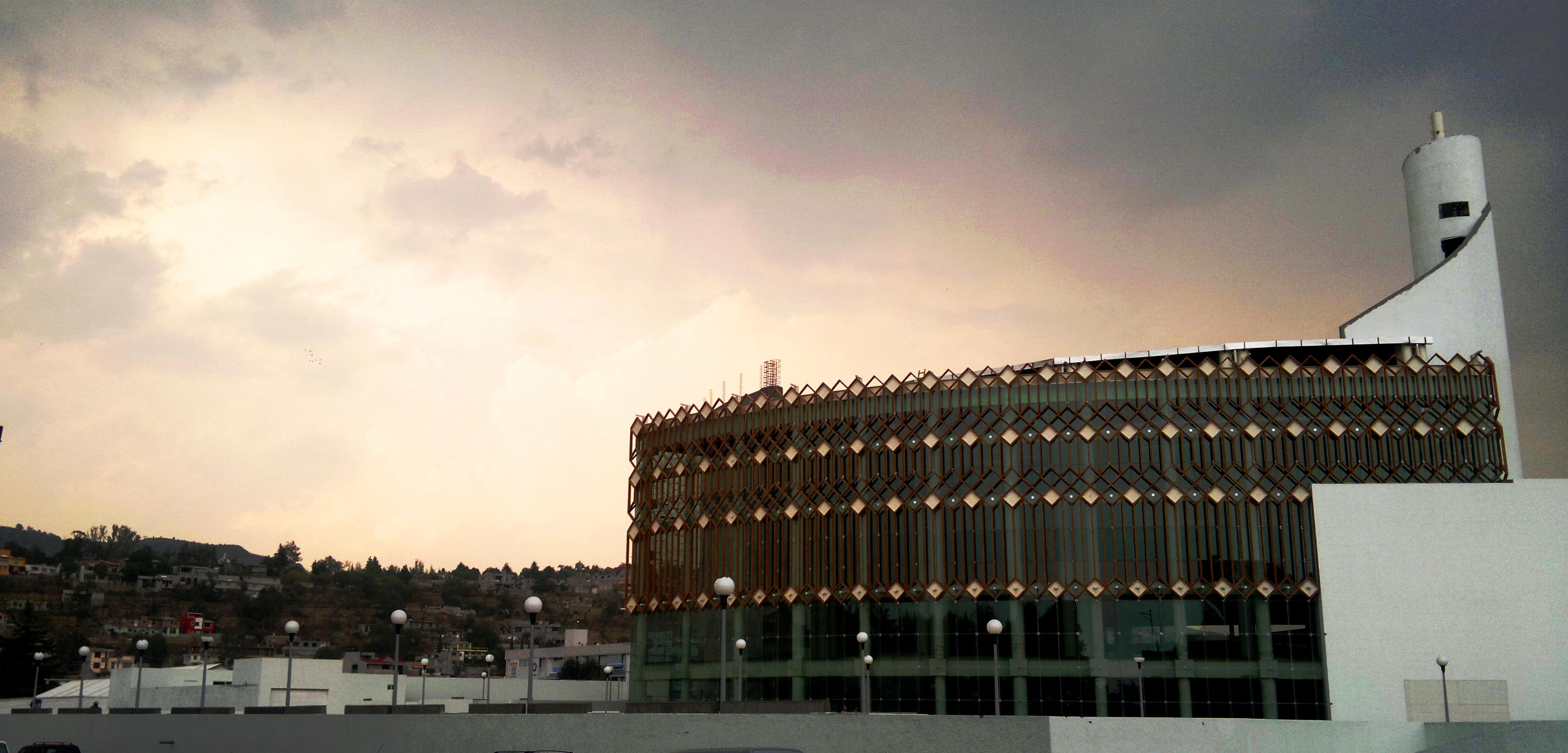
Plaza de la constitución
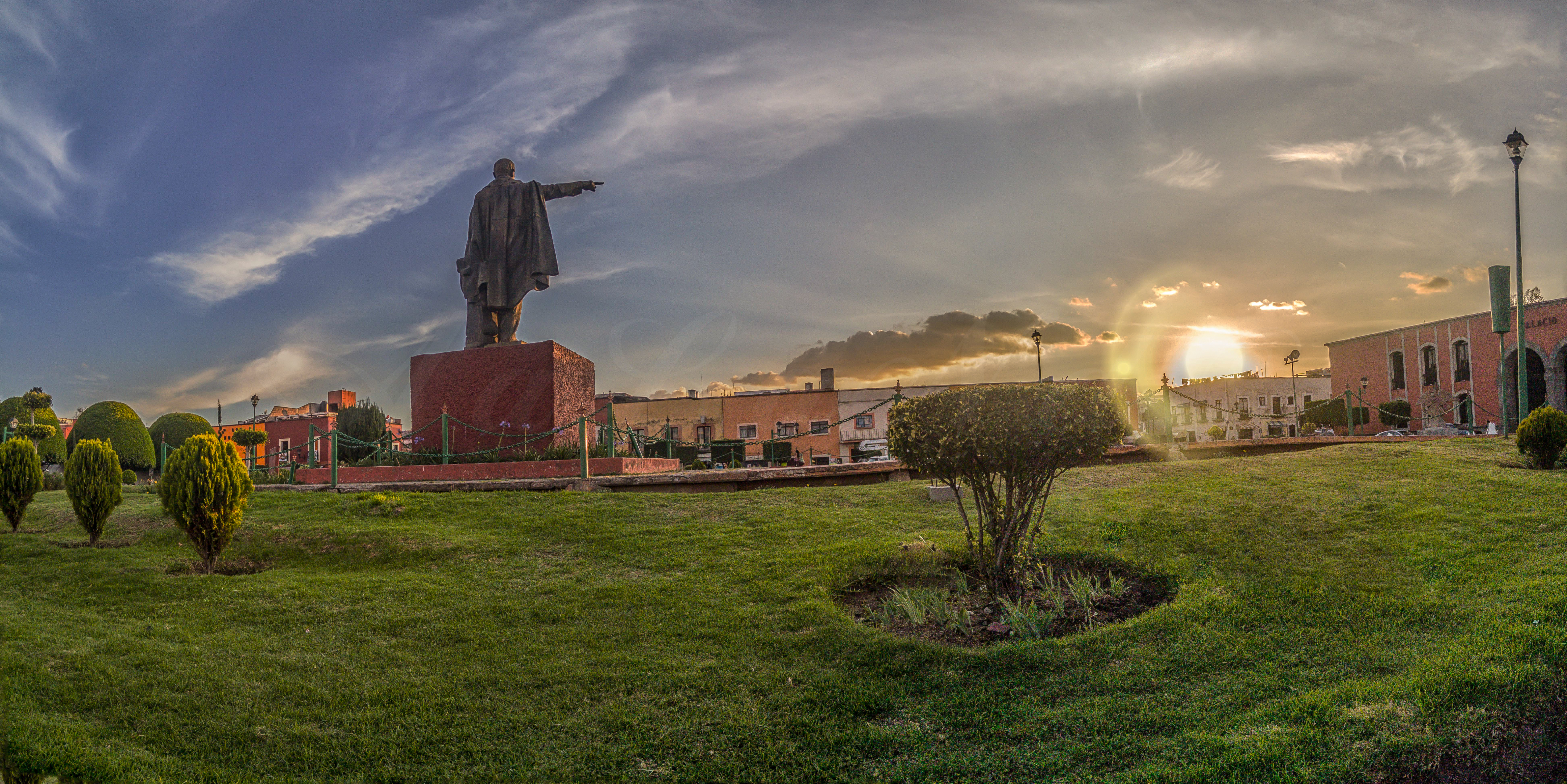
Plaza Juárez